# Wettinia anomala
Wettinia anomala  é uma espécie de angiosperma na família Arecaceae. É encontrada na Colômbia e Ecuador.